# 서울수서초등학교
서울수서초등학교(서울水西初等學校)는 대한민국 서울특별시 강남구에 있는 공립 초등학교이다.

## 학교 연혁
- 1992년 7월 15일 학교 설립 인가
- 1992년 10월 21일 교사 신축공사 준공
- 1996년 3월 1일 서울수서초등학교로 교명 개칭
- 2007년 12월 전국 100대 교육과정 최우수학교 선정 교육인적자원부 장권 표창
- 2012년 12월 2012 대한민국 좋은학교 교육과학기술부장관상 수상
- 2013년 5월 수서꿈모아국악오케스트라 창단

## 교육목표
- [참] 인간중심교육
- [멋] 능력계발교육
- [진] 미래지향교육

## 학교 상징

### 교훈
착하고 슬기롭고 아름다워라

### 교화
붉은장미: '절정, 기쁨, 열렬한 사랑, 아름다움'을 의미한다.

### 교목
느티나무: 추운 겨울을 이겨내고 따뜻한 봄을 알려주며 강산을 고운 빛으로 물들이는 느티나무처럼 한결같은 마음으로 부모님께 효도하고 친구들과 정답게 지낸다는 의미이다.

## 인접한 건물
- ● 수도권 전철 3호선 ● 수도권 전철 수인·분당선 ● 수도권 광역급행철도 A노선 수서역
- 신세계백화점 수서지점 (예정)
- 수서중학교
- 서울세종고등학교

## 참고 자료
- 서울수서초등학교 - 한국교육학술정보원 학교알리미